# Разловско въстание
Разловското въстание или Малешевско въстание е българско въстание, част от Априлското въстание в областите Малешево и Пиянец от 1876 година срещу Османската империя.

## Подготовка
Работата по неговото организиране започва в края на 1875 година в Солун. Тук се създава революционна група, която поема и решава всичките задачи на революционно ръководство. В основата си тази група е съставена от дейците на солунското дружество „Българска зора“. Начело на групата е Димитър Попгеоргиев Беровски. 
Подготовката за въстанието започва през 1875 година в село Разловци, като се ръководи от Димитър Беровски и поп Стоян Разловски. Беровски и поп Стоян продават имотите си и купуват оръжие от Солун и от Кюстендил чрез братята Димитър и Манол Друмохарски. Запланувано е то да обхване Малешевието, Радовиш, Струмица, Петрич, Мелник, а по-късно и Осоговието, като предварително въстаниците се въоръжават с оръжие. Беровски поръчва на двете солунски учителки от Сопот, баба Неделя и Станислава Караиванова да изработят знаме за предстоящото въстание. Знамето било изработено на червена подложка с изобразен на нея разярен жълт лъв, а на него пишело: „Македония“ и „Станете да ви освободя“. Извършена е подготовка във всички села от Малешево и Пиянец, в някои от Кочанско, в село Лъки и в Струмица, като Гюргевският революционен комитет е в течение на подготовката.

## Ход
След избухването на Априлското въстание са проведени редица арести от страна на османските власти, като въстанието в Разловци избухва преждевременно на 7 (19) май 1876 година, когато в селото пристигат османски данъчни чиновници. Те са нападнати от чета от 60 души, начело с Беровски и поп Стоян. Една група въстаници остава да пази укрилото с в горите население, а втора тръгва към Митрашинци, където попада на османска част. В сражението Беровски е ранен, а поп Стоян, поп Иван Попгеоргиев и Костадин Карчов се загубват от основната чета. Те правят опит да се укрият в Рилския манастир, но са разкрити. Поп Стоян се самоубива в Хрельовата кула, а поп Иван и Карчов успяват да избягат в Белград и по-късно се присъединяват към четата на Ильо войвода.
Въстанието е потушено жестоко.
В Кюстендилско са задържани братя Друмохарски (Манол и Димитър) , братя Попновкови, Христо Бояджийски, Христо Градинаров, Александър Караманов, Зиновий Поппетров, революционни дейци от Соволяно и Слокощица. Те са откарани в София Част от тях са освободени по-късно с големи подкупи. Поппетров е освободен чак след влизането на руските войски в София в 1878 година.